# Трабзонспор (баскетбольный клуб)
БК «Трабзонспор» — турецкий баскетбольный клуб из Трабзона. Выступает в ТБЛ.

## История
Клуб был основан в 2008 году, когда получил право выступать в Первой лиги Турции по баскетболу (второй по значимости турнир по баскетболу среди мужских клубных команд после Турецкой баскетбольной лиги). По окончании сезона 2009/2010 БК «Трабзонспор» стал чемпионом лиги и вышел в Турецкую баскетбольную лигу. По истечении двух сезонов клуб вылетел в первую лигу. Спустя год, когда вновь победил в первой лиге в сезоне 2012/2013, «Трабзонспор» вновь стал выступать в Турецкой баскетбольной лиги. Отказался от участия в высшем турецком дивизионе сезона 2018/19 из-за финансовых проблем.

## Достижения

### Национальные турниры
Первая лига
- Чемпион (2): 2009/2010, 2012/2013

### Европейские турниры
Кубок вызова ФИБА
- Финалист: 2014/2015

## Статистика выступлений
| Сезон     | Национальное первенство | Национальное первенство          | Национальное первенство | Национальное первенство | Кубок Турции     | Европейские соревнования | Европейские соревнования | Европейские соревнования |
| Сезон     | Уровень                 | Лига                             | Место                   | Плей-офф                | Кубок Турции     | Уровень                  | Соревнование             | Результат                |
| --------- | ----------------------- | -------------------------------- | ----------------------- | ----------------------- | ---------------- | ------------------------ | ------------------------ | ------------------------ |
| 2008/2009 | 2                       | Первая лига Турции по баскетболу | 1                       | 3-е место               | –                | –                        | –                        | –                        |
| 2009/2010 | 2                       | Первая лига Турции по баскетболу | 2                       | Чемпион                 | –                | –                        | –                        | –                        |
| 2010/2011 | 1                       | Турецкая баскетбольная суперлига | 11                      | –                       | Полуфиналист     | –                        | –                        | –                        |
| 2011/2012 | 1                       | Турецкая баскетбольная суперлига | 15                      |                         | Групповая стадия | –                        | –                        | –                        |
| 2012/2013 | 2                       | Первая лига Турции по баскетболу | 1                       | Чемпион                 | –                | –                        | –                        | –                        |
| 2013/2014 | 1                       | Турецкая баскетбольная лига      | 9                       | –                       | Четвертьфиналист | –                        | –                        | –                        |
| 2014/2015 | 1                       | Турецкая баскетбольная лига      | 6                       | Полуфиналист            | Групповая стадия | 3                        | Кубок вызова             | Финалист                 |
| 2015/2016 | 1                       | Турецкая баскетбольная суперлига | 11                      | -                       | Четвертьфиналист | 2                        | Кубок Европы             | Топ-32                   |